# Medal za Długoletnią Służbę

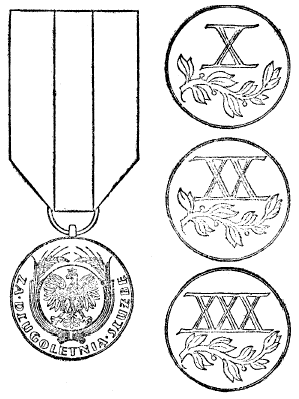
Wizerunek awersu i rewersów poszczególnych stopni

Medal za Długoletnią Służbę – polskie odznaczenie cywilne z okresu II Rzeczypospolitej, nadawane za pracę w służbie państwowej, przywrócone do systemu odznaczeń państwowych w Polsce w 2007 roku.

## II Rzeczpospolita
Został ustanowiony ustawą z dnia 8 stycznia 1938 o medalu „Za Długoletnią Służbę”. Dzielił się na trzy stopnie: złoty, srebrny i brązowy. Medal nadawali właściwi ministrowie lub inne naczelne organy władzy państwowej.
Prawo do medalu uzyskiwało się z tytułu pracy w służbie Państwa lub instytucji publicznoprawnych. Po 10 latach służby pełnionej po 11 listopada 1918 roku uzyskiwało się brązowy medal, po 20 latach – srebrny, a po 30 latach miał być przyznawany medal złoty, do czego nie doszło z powodu wybuchu II wojny światowej. Przerwy w okresach służby lub opuszczenie służby nie stanowiły przeszkody w nadaniu medalu. Medalu nie otrzymywały osoby skazane prawomocnym wyrokiem sądowym lub dyscyplinarnym, jeśli pociągał za sobą rozwiązanie stosunku służbowego lub osoby, z którymi z ich winy rozwiązano umowę o pracę. Po ponownym przyjęciu do służby, osoby takie miały prawo do przyznania medalu, po przesłużeniu odpowiednich okresów, liczonych od dnia ponownego przyjęcia do służby.
Medal noszony był na lewej piersi, bezpośrednio po odznaczeniach państwowych polskich, a przed odznaczeniami zagranicznymi.
Odznaczeni ponosili koszty wykonania medalu.

## III Rzeczpospolita
Odznaczenie zostało odnowione w 2007 roku jako Medal za Długoletnią Służbę, zmieniając pisownię słowa „za” z wielkiej litery na małą. Medal ustanowiono ustawą z dnia 14 czerwca 2007 roku o zmianie ustawy z dnia 16 października 1992 roku o orderach i odznaczeniach (razem z Krzyżem Wojskowym, Wojskowym Krzyżem Zasługi, Wojskowym Krzyżem Zasługi z Mieczami, Morskim Krzyżem Zasługi, Morskim Krzyżem Zasługi z Mieczami, Lotniczym Krzyżem Zasługi, Lotniczym Krzyżem Zasługi z Mieczami). Zmiana weszła w życie 10 października 2007 roku. Równocześnie Prezydent Rzeczypospolitej Polskiej rozporządzeniem z dnia 31 lipca 2007 roku zmienił rozporządzenie z dnia 10 listopada 1992 roku w sprawie opisu, materiału, wymiarów, wzorów rysunkowych oraz sposobu i okoliczności noszenia odznak orderów i odznaczeń.
Zgodnie z treścią wyżej wymienionej ustawy „Medal za Długoletnią Służbę” przyznaje Prezydent Rzeczypospolitej Polskiej jako nagrodę za wzorowe, wyjątkowo sumienne wykonywanie obowiązków wynikających z pracy zawodowej w służbie Państwa”. W precedencji polskich odznaczeń zajmuje miejsce za Medalem za Ofiarność i Odwagę, a przed Medalem za Długoletnie Pożycie Małżeńskie. Zachowano trzystopniowy podział.
W latach 2007–2009 przyznano 31 471 Medali za Długoletnią Służbę.

## Wygląd
Pomiędzy odznaczeniami z dwóch różnych okresów nie wyróżnia się znaczących zmian w wyglądzie. Odznaką Medalu za Długoletnią Służbę jest okrągły medal o średnicy 35 mm, w pierwszym stopniu złocony i oksydowany, w drugim stopniu srebrzony i oksydowany, a w trzecim stopniu patynowany na brązowo. W środku znajduje się wypukły wizerunek orła państwowego w koronie otoczony stylizowanymi kłosami zboża. W części środkowej i dolnej, na obrzeżu znajduje się napis „ZA DŁUGOLETNIĄ SŁUŻBĘ”. Rewers medalu składa się z wypukłej liczby rzymskiej „XXX” w pierwszym stopniu, „XX” w drugim stopniu oraz „X” w trzecim stopniu. Poniżej umiejscowiona jest gałązka wawrzynu.
Odznaczenie zawieszone jest na amarantowej wstążce szerokości 35 mm (w 1938 roku – 37 mm) z białym 10 mm pasem pośrodku (w 1938 roku – 11 mm). Kolory baretki są identyczne ze wstęgą medalu. Kolejne stopnie oznaczane są na baretce przez umieszczenie odpowiednich liczb rzymskich: w stopniu pierwszym – złoconej „XXX”, w stopniu drugim – srebrzonej „XX”, w stopniu trzecim – patynowanej na brązowo „X”. W II RP w przypadku posiadania medalu srebrnego i brązowego noszono oba, obecnie nosi się medal w najwyższym posiadanym stopniu.
| Odznaki Medalu za Długoletnią Służbę | Odznaki Medalu za Długoletnią Służbę | Odznaki Medalu za Długoletnią Służbę | Odznaki Medalu za Długoletnią Służbę |
| Klasa                                | Medal Złoty                          | Medal Srebrny                        | Medal Brązowy                        |
| ------------------------------------ | ------------------------------------ | ------------------------------------ | ------------------------------------ |
| Awers                                |                                      |                                      |                                      |
| Rewers                               |                                      |                                      |                                      |
| Baretka                              |                                      |                                      |                                      |